# Hans von Dohnanyi
Hans von Dohnányi (ur. 1 stycznia 1902 w Wiedniu, zm. 8 lub 9 kwietnia 1945 w Sachsenhausen) – wysoki funkcjonariusz Abwehry, radca sądowy, przeciwnik narodowego socjalizmu. 
Działał w opozycji antyhitlerowskiej. Aresztowany w kwietniu 1943 roku przez Gestapo w wyniku zeznań dra Wilhelma Schmidhubera (funkcjonariusz Abwehry, który kierował „Operacją 7” – akcja ratowania Żydów przemycanych przez Czechosłowację i Austrię do Szwajcarii).
Dohnanyi'ego oskarżono o zdradę stanu i czerpanie zysków z przerzutu rodzin żydowskich do Szwajcarii i umieszczono w więzieniu Wehrmachtu na Lehrterstrasse w Berlinie.
Bronił się skutecznie przed zarzutami oskarżyciela dra Manfreda Roedera (Rödera) twierdząc, że była to gra Abwehry, tworzącej siatkę wywiadowczą w środowisku żydowskich uchodźców.
Został zwolniony z uwagi na wykryty udar mózgu. Dzięki staraniom szefa Abwehry, Wilhelma Canarisa, umieszczono go w szpitalu. Agenci Gestapo ponownie go aresztowali. Chcąc opóźnić proces, w przesłanym grypsie do żony, poprosił o dostarczenie bakterii dyzenterii. Zarazki były za słabe, aby zarazić organizm, w następnym grypsie poprosił o bakterie dyfterytu, które tym razem podziałały. 
Stracony 8 bądź 9 kwietnia 1945 na osobisty rozkaz Hitlera na terenie obozu koncentracyjnego Sachsenhausen, na dwa tygodnie przed wyzwoleniem obozu. W tym samym czasie w obozie we Flossenbürgu osądzono i stracono innych przeciwników dyktatora: admirała Wilhelma Canarisa, generała Hansa Ostera, pastora Dietricha Bonhoeffera i Karla Sacka.
Jego żoną była Christine Bonhoeffer, córka prof. Karla Bonhoeffera. Miał troje dzieci, z których Klaus von Dohnanyi (ur. 1928) jest politykiem SPD, był m.in. ministrem oświaty i nauki (1972–1974), a także burmistrzem Hamburga (1981–1988), a Christoph von Dohnányi (ur. 1929) znanym dyrygentem.
26 października 2003 Hans von Dohnányi za uratowanie żydowskich rodzin Arnoldów i Fliessów został uczczony medalem Sprawiedliwego wśród Narodów Świata, jego imię jest wyryte na murze w miejscu pamięci w Jad Waszem.